# راكتي للإنتاج والتوزيع الفني
راكتي للإنتاج والتوزيع الفني (بالإنجليزية: Racti Art Production and Distribution) هي شركة دبلجة وترجمة لبنانية، تدبلج وتترجم الأفلام والمسلسلات إلى اللغة العربية.

## فيلموغرافيا

### مسلسلات رسوم متحركة
- الشجعان الثلاثة
- نوار
- فتيات وأمنيات

### أفلام رسوم متحركة
- أطلنطس: الإمبراطورية المفقودة (النسخة العربية الفصحى)
- حياة حشرة (النسخة العربية الفصحى)
- عودة أطلنطس (النسخة العربية الفصحى)
- وال إي (النسخة العربية الفصحى)

## ممثلو الأصوات
- أسمهان بيطار
- إيمان بيطار
- داني بستاني
- جمال حمدان
- جمانة الزنجي
- رانيا مروة
- روزي اليازجي
- شربل أيوب
- عبدو حكيم
- علي سعد
- علي فقيه
- عماد فغالي
- عمر الشماع
- فادي الرفاعي
- فؤاد شمص
- ميرنا الحسيني

## وصلات خارجية
- راكتي للإنتاج والتوزيع الفني على موقع IMDb (الإنجليزية)

- الموقع الرسمي